# Chiesa di Santa Lucia (Roma)
La chiesa di Santa Lucia è un luogo di culto cattolico di Roma, sede dell'omonima parrocchia appartenente alla diocesi di Roma e, dal 1973 del titolo cardinalizio di "Santa Lucia a Piazza d'Armi".
L'edificio è situato nel tratto della circonvallazione Clodia tra piazzale Clodio e piazza Maresciallo Giardino, nel quartiere Della Vittoria, rientrante all'interno dei confini del Municipio Roma I.

## Storia
La chiesa di Santa Lucia, con l'attiguo complesso parrocchiale, venne costruita nel 1938 su progetto dell'architetto romano Tullio Rossi, autore di varie chiese edificate nella capitale tra il 1930 e il 1960 circa.
Negli anni successivi il luogo di culto è stato oggetto di svariati interventi di restauro e riadattamento: importanti quelli degli anni 1990, con la realizzazione di un nuovo presbiterio (1994) e della cappella dell'Adorazione, lungo la navata laterale di destra, inaugurata e benedetta da monsignor Piero Marini il 31 gennaio 1999; risalgono ai primi anni 2010 le vetrate della navata centrale, opera del Centro Aletti.
La parrocchia che insiste sulla chiesa di Santa Lucia, affidata al clero diocesano di Roma, venne eretta il 22 maggio 1936 con il decreto del cardinale vicario Francesco Marchetti Selvaggiani Succrescente in die, i cui confini vennero stabiliti da un decreto dello stesso il 30 settembre 1938.

## Descrizione

### Esterno
L'esterno della chiesa, interamente rivestito con mattoncini in cotto color marrone scuro, è privo di particolari decorazioni. Il prospetto, preceduto da un sagrato, è costituito dalla facciata a salienti, che segue la conformazione interna dell'edificio; in corrispondenza della navata mediana, vi è il portico, che si apre sull'esterno con tre fornici a serliana, intervallati da quattro pilastri, ognuno traforato al centro con un'apertura rettangolare.
Sulla parte posteriore dell'edificio vi è la torre campanaria. Questa è a pianta rettangolare e all'interno della cella è accolto il seguente concerto di 3 campane (in origine 4), fuso nel 1938 dalla ditta Lucenti:
| Nome             | Dedicatario           | Nota           |
| ---------------- | --------------------- | -------------- |
| Campana maggiore | Immacolata Concezione | Sol 3          |
| Campana II       | San Pietro            | La 3           |
| Campana III      | San Giuseppe          | Si 3 crescente |

### Interno

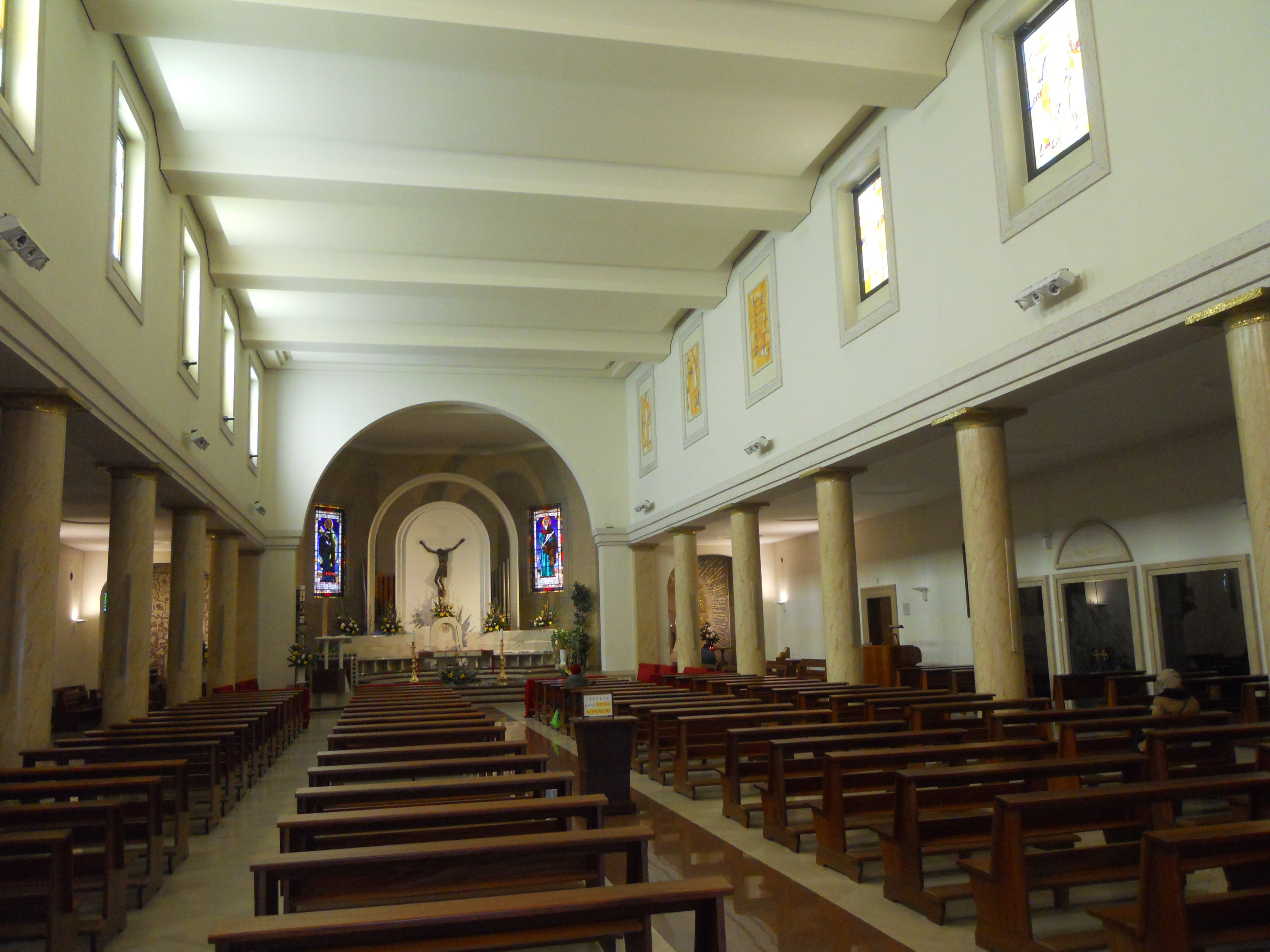
L'interno

L'interno della chiesa è a tre navate, separate da colonne cilindriche in finto marmo con semplici capitelli decorati a mosaici; le due navate laterali sono gemelle, di sezione minore rispetto a quella centrale. Quest'ultima è illuminata da quattordici finestre, realizzate dal Centro Aletti e incentrate sulle opere di misericordia; all'inizio della navatella di sinistra, sulla parete, vi è un affresco policromo raffigurante la Madonna del Divino Amore, di Silvio Alessandri; a metà della navata opposta, invece, si aprono tre confessionali con vetrate policrome e la cappella feriale, con un quadro devozionale raffigurante il Sacro Cuore di Maria. In fondo a ciascuna delle due navatelle, vi è una cappella a pianta rettangolare e priva di altare: quella di sinistra ospita una statua di Santa Lucia, in marmo bianco, opera di Francesco Nagni, con retrostante mosaico policromo dell'Alessandri; dello stesso autore è anche la decorazione musiva della cappella dell'Adorazione, a destra, con tabernacolo ovoidale sormontato da quattro angeli argentati, opera di Lello Scorzelli.

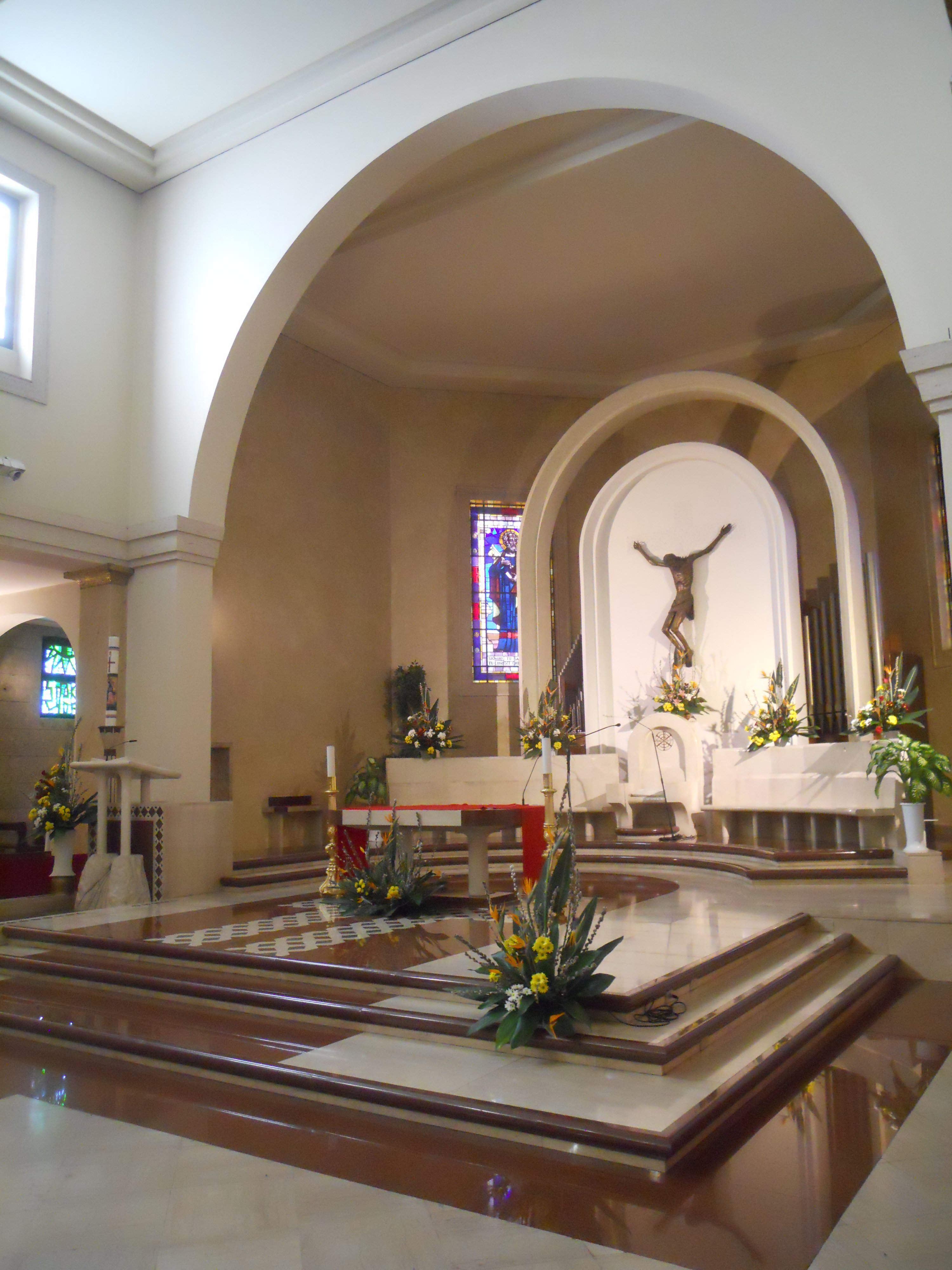
Il presbiterio e l'organo a canne

La navata centrale termina con l'abside poligonale, avente copertura con soffitto piano. In essa e nell'ultima parte dell'aula trova luogo il presbiterio, rialzato di alcuni gradini rispetto al resto della chiesa, con moderni arredi in granito e porfido rosso. In posizione avanzata vi sono il fonte battesimale e l'imponente ambone (a sinistra) e l'altare, la cui mensa ha gli angoli smussati (al centro); in posizione arretrata chiude l'area presbiterale una parete con profilo ad arco, al centro della quale vi è un Crocifisso bronzeo opera di Francesco Nagni.

### Organo a canne
Nell'abside, alle spalle della parete sulla quale è posto il crocifisso del presbiterio, a pavimento, si trova l'organo a canne Mascioni opus 907, costruito nel 1969 per il Pontificio Collegio Latino Americano e donato alla chiesa di Santa Lucia nel 1975 dall'Arma dei Carabinieri.
Lo strumento è interamente a trasmissione elettrica e il corpo fonico è privo sia di mostra, sia di cassa di contenzione (ad esclusione di quella espressiva); la consolle è situata nella navata laterale di destra, nei pressi del presbiterio, e dispone di due tastiere di 61 note ciascuna e pedaliera concavo-radiale di 32 note, con i registri, le unioni, gli accoppiamenti e gli annullatori azionati da placchette a bilico poste al di sopra del secondo manuale.